# لوت هورن
لوت هورن (بالدنماركية: Lotte Horne)‏ هي ممثلة دانمركية، ولدت في 3 يونيو 1943 بالدنمارك.

## وصلات خارجية
- لوت هورن على موقع IMDb (الإنجليزية)
- لوت هورن على موقع قاعدة بيانات الأفلام السويدية (السويدية)
- لوت هورن على موقع قاعدة بيانات الفيلم (الإنجليزية)
- لوت هورن على موقع كينوبويسك (الروسية)